# Orkanen David

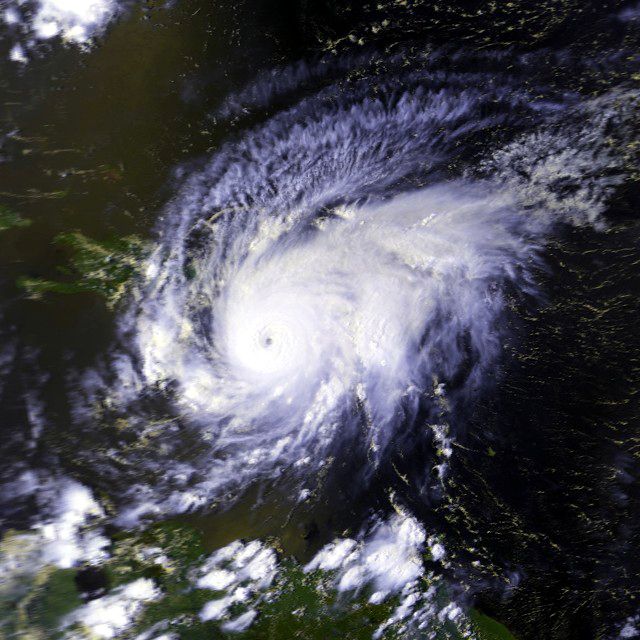
Orkanen David den 30 augusti 1979.

Orkanen David var en tropisk cyklon som drabbade östra Karibien och USA i mitten av 1979. Det var en av de dödligaste och mest destruktiva tropiska cyklonerna på västra halvklotet under 1900-talet.
Orkanen David uppstod ur kraftiga åskoväder som rörde sig västerut över Atlanten. Den 25 augusti 1979 hade åskovädren bildat ett tropiskt lågtryck vars intensitet snabbt ökade. Efter att ha passerat Små Antillerna där ovädret orsakade enorm förödelse på bland annat Dominica nådde David sin maximala styrka strax söder om Dominikanska republiken på ön Hispaniola. Ovädret var nu en kategori 5-orkan med medelvind på över 75 m/s (över 270 km/h), betydligt högre i vindbyarna. Lufttrycket var nu 924 millibar. Orkanen mattades lite innan ögat nådde fram till Dominikanska republiken men orsakade ändå mycket svåra skador när ovädret drog fram över Hispaniola.
David passerade sedan nära Florida och nådde så småningom sydöstra USA, försvagad till en kategori 1-orkan. Lågtrycket fortsatte utmed USA:s östkust och drabbade slutligen New York som en tropisk storm den 6 september 1979.
David dödade minst 2 000 människor (enligt inofficiella uppgifter över 3 000), flertalet i Dominikanska republiken och hundratusentals blev hemlösa.